# 尼辖乡
尼辖乡（藏語：ཉི་ཤར་），是中华人民共和国西藏自治区日喀则市定日县下辖的一个乡镇级行政单位。

## 行政区划
尼辖乡下辖以下地区：
辖龙村、亚白村、辖措村、奴措村、宗措村、雪龙村和孔美村。